# Elysian (Minnesota)
Elysian – miasto w Stanach Zjednoczonych, w stanie Minnesota, w hrabstwie Le Sueur.